# Liste der Mitglieder der National Academy of Sciences/1890
Im Jahr 1890 wählte die National Academy of Sciences der Vereinigten Staaten 4 Personen zu ihren Mitgliedern.

## Neugewählte Mitglieder
- Thomas Lincoln Casey (1831–1896)
- Russell Chittenden (1856–1943)
- George Goodale (1839–1923)
- Richmond Mayo-Smith (1854–1901)